# Oldfjällen

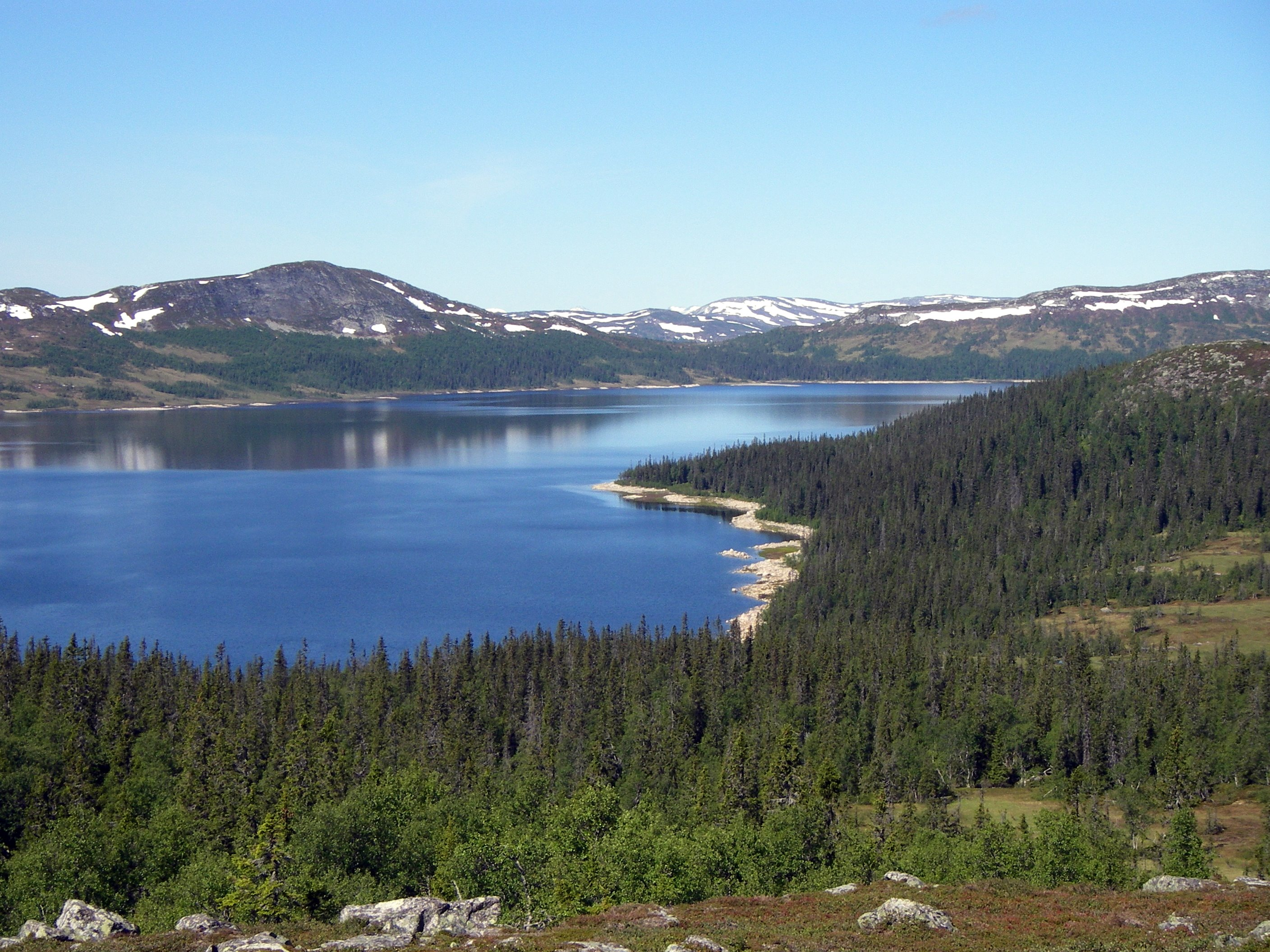
Övre Oldsjön och Oldfjällen.

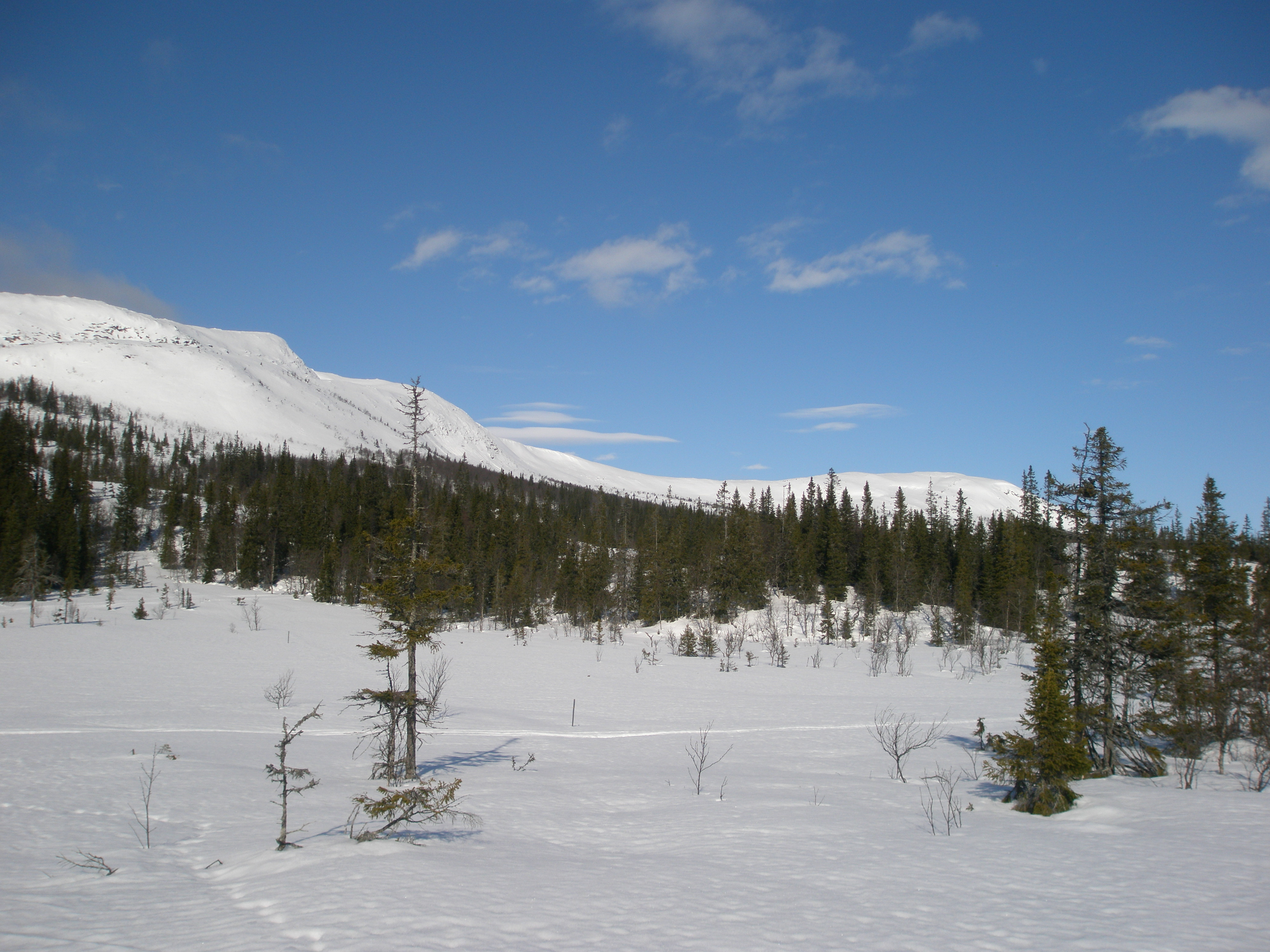
Oldfjällen på vårvintern

Oldfjällen är ett fjällområde inom Jovnevaerie sameby i Offerdals socken, Krokoms kommun, Jämtland. Området är beläget mellan Sösjöfjällen i Kalls socken, Åre kommun, och Stenfjällen. 
Den mest bekanta fjälltoppen i området är Oldklumpen, 879 meter över havet. Andra fjälltoppar i området är Lappluvan, Himmelsraften och Stuore-Tjåure. Den högsta fjälltoppen i området är Makkene, 1266 meter över havet, nära norska gränsen. 
I Oldfjällen finns ett stort antal sjöar bland vilka Övre Oldsjön, Korsvattnet, Stor-Stensjön, Långvattnet, Stor-Mjölkvattnet, Stor-Burvattnet, Björkvattnet och Bielnejaure kan nämnas. 
Oldfjällen har fått sitt namn från den närbelägna byn Olden. Samevisten finns bland annat vid Stora Stensjön och i Långsådalen. Ett annat känt sameviste är Tjouren vid Stor-Mjölkvattnet.